# Agent virtuel
 (octobre 2018).
Un agent virtuel, dit encore agent intelligent ou assistant virtuel, est un avatar animé conçu pour mener une multitude de conversations simples simultanément.

## Définition
Un agent virtuel est un personnage virtuel qui propose une assistance aux internautes en répondant de façon automatique à leurs questions et demandes en ligne 24h/24, 7j/7. Il peut traiter les questions simples et être utilisé par exemple pour accueillir les visiteurs, les guider à travers le site, les conseiller pour l’achat d’un produit lorsque l’agent est présent sur un site de vente en ligne.
La réglementation européenne, notamment le règlement (UE) 2022/1925 du Parlement européen et du Conseil du 14 septembre 2022 relatif aux marchés contestables et équitables dans le secteur numérique considère comme «assistant virtuel» « un logiciel qui peut traiter des demandes, des tâches ou des questions, notamment celles fondées sur des données d’entrée sonores, visuelles ou écrites, de gestes ou de mouvements, et qui, sur la base de ces demandes, tâches ou questions, donne accès à d’autres services ou contrôle des appareils connectés physiques »

## Technologies
Les technologies utilisées pour les agents virtuels peuvent être séparées en deux catégories : Le graphisme et la gestion (potentiellement en 3D) de l'avatar ; la gestion des dialogues.
Pour la gestion des dialogues, la reconnaissance de mots-clés et/ou une intelligence artificielle reposant sur une analyse sémantique et syntaxique des demandes des clients peut être utilisée. Cette reconnaissance du langage est réalisée de la même manière que pour un dialogueur. Les agents virtuels peuvent éventuellement être dotés de la parole grâce à la technologie de synthèse vocale.
L’internaute obtient ainsi facilement des réponses à ses questions, et cela même en dehors des heures de travail ouvrées.

## Principes et avantages
Responsables du support et de l’humanisation de la relation avec le visiteur, les agents virtuels peuvent intervenir dans le cadre de l’accueil sur un site, d’un conseil produit (en tant que conseiller de vente) ou lors d’un processus d’aide (en tant qu'assistant de navigation par exemple).
Les avantages de cette solution de gestion de la relation client sont nombreux :
- améliorer l’expérience client par l’humanisation de la relation avec les internautes à travers un dialogue interactif en temps réel. L’agent virtuel donne la sensation d’un réel contact humain à l’internaute ;
- permettre aux centres d'appel de passer plus de temps à répondre aux questions à forte valeur ajoutée. L’agent virtuel s’occupera de répondre aux questions fréquentes (à faible valeur ajoutée) et pourra renvoyer si besoin le visiteur vers le service d'assistance téléphonique (hotline) pour les questions plus précises ;
- répondre correctement et instantanément à l’utilisateur via l’interface de dialogue et donc de répondre au problème des FAQs souvent délaissées (car trop tristes et peu ergonomiques) ;
- favoriser la transformation/conversion et réduire le nombre de visiteurs quittant le site sans réponses (et peut-être insatisfaits).

## Applications commerciales
- Cantoche.
- Crisp qui propose un logiciel de gestion de la relation client et notamment un outil de création d'agent virtuel.